# Alliaria
Alliaria é um género botânico pertencente à família Brassicaceae.